# Spie
SPIE SA eller Spie er en fransk virksomhed indenfor elektriske-, mekaniske- og klimatiske ingeniørløsninger. Virksomheden har hovedkvarter i Cergy-Pontoise, Paris.